# Dave Anderson (wioślarz)
David Rollo "Dave" Anderson (ur. 8 kwietnia 1932) – australijski wioślarz, brązowy medalista olimpijski. 
Wystąpił na igrzyskach olimpijskich w Helsinkach w 1952 roku, gdzie Australijczycy w składzie: Bob Tinning, Ernest Chapman, Nimrod Greenwood, Mervyn Finlay, Edward Pain, Phil Cayzer, Tom Chessell, Dave Anderson i Geoff Willamson (sternik) zdobyli brązowy medal w ósemkach. W finale o 7,2 sekundy przegrali z osadą USA, a o 1,9 sekundy szybsza była osada ZSRR. Na rozgrywanych cztery lata później igrzyskach olimpijskich w Melbourne startował w czwórkach bez sternika, jednak odpadł w półfinałach. 
Zdobył również złoty medal w czwórkach ze sternikiem i brązowy w dwójkach bez sternika na igrzyskach Imperium Brytyjskiego w Vancouver w 1954.
Jego córka, Wendy Laidlaw, reprezentowała Australię w koszykówce.